# 4 Hours of Aragón 2023

Tor Motorland Aragón

4 Hours of Aragón 2023 – długodystansowy wyścig samochodowy, który odbył się 26 sierpnia 2023 roku na torze Motorland Aragón. Był on trzecią rundą sezonu 2023 serii European Le Mans Series.

## Uczestnicy
Lista startowa została opublikowana 5 lipca i zawierała 42 zgłoszenia – 7 w klasie LMP2, 11 w klasie LMP2 Pro/Am oraz po 12 w klasach LMP3 i LMGTE.
Nelson Piquet Jr. został zastąpiony przez Filipe Albuquerque w składzie #21 United Autosports. Bent Viscaal zastąpił Jacka Hawkswortha w załodze #20 Algarve Pro Racing. Alessio Rovera był zastępcą Bena Barnicoata w składzie #83 AF Corse. Barnicoat i Hawksworth opuścili ten wyścig z powodu kolizji terminarzy z IMSA SportsCar Championship. Jacek Zielonka miał dołączyć do Glenna van Berlo w załodze #10 Eurointernational, ale ostatecznie drugim kierowcą tej załogi został Matthias Lüthen. Tom van Rompuy został zastąpiony przez Andreasa Laskaratosa w składzie #3 DKR Engineering.
Zespół United Autosports przeniósł zgłoszenie załogi #23 z klasy LMP2 Pro/Am do LMP2 z powodu kontuzji Jima McGuire'a. Paul di Resta i Guy Smith pozostali w obsadzie tego auta, a nowym kierowcą został Garnet Patterson.

## Harmonogram
| Dzień                 | Godzina | Sesja                                   | Długość   |
| --------------------- | ------- | --------------------------------------- | --------- |
| Środa, 23 sierpnia    | 9:00    | Pierwsza sesja testowa                  | 115 minut |
| Środa, 23 sierpnia    | 14:00   | Druga sesja testowa                     | 175 minut |
| Czwartek, 24 sierpnia | 14:55   | Pierwsza sesja treningowa               | 90 minut  |
| Piątek, 25 sierpnia   | 14:00   | Sesja dla kierowców z brązową kategorią | 30 minut  |
| Piątek, 25 sierpnia   | 20:30   | Druga sesja treningowa                  | 90 minut  |
| Sobota, 26 sierpnia   | 10:15   | Sesja kwalifikacyjna – LMGTE            | 15 minut  |
| Sobota, 26 sierpnia   | 10:45   | Sesja kwalifikacyjna – LMP3             | 15 minut  |
| Sobota, 26 sierpnia   | 11:15   | Sesja kwalifikacyjna – LMP2 Pro/Am      | 15 minut  |
| Sobota, 26 sierpnia   | 11:45   | Sesja kwalifikacyjna – LMP2             | 15 minut  |
| Sobota, 26 sierpnia   | 18:00   | Wyścig                                  | 4 godziny |
| Źródło                |         |                                         |           |

## Sesje treningowe
| Klasa                                   | Zespół                        | Samochód            | Czas           | Okr.           |
| Sesja pierwsza                          | Sesja pierwsza                | Sesja pierwsza      | Sesja pierwsza | Sesja pierwsza |
| --------------------------------------- | ----------------------------- | ------------------- | -------------- | -------------- |
| LMP2                                    | #25 Algarve Pro Racing        | Oreca 07            | 1:49,272       | 40             |
| LMP2 Pro/Am                             | #37 COOL Racing               | Oreca 07            | 1:48,738       | 38             |
| LMP3                                    | #17 COOL Racing               | Ligier JS P320      | 1:53,601       | 23             |
| LMGTE                                   | #60 Iron Lynx                 | Porsche 911 RSR-19  | 1:58,347       | 31             |
| Sesja dla kierowców z brązową kategorią |                               |                     |                |                |
| LMP2 Pro/Am                             | #34 Racing Team Turkey        | Oreca 07            | 1:49,971       | 15             |
| LMP3                                    | #4 DKR Engineering            | Duqueine M30 – D08  | 1:55,811       | 14             |
| LMGTE                                   | #57 Kessel Racing             | Ferrari 488 GTE Evo | 1:58,710       | 14             |
| Sesja druga                             |                               |                     |                |                |
| LMP2                                    | #43 Inter Europol Competition | Oreca 07            | 1:48,316       | 41             |
| LMP2 Pro/Am                             | #21 United Autosports USA     | Oreca 07            | 1:48,670       | 29             |
| LMP3                                    | #4 DKR Engineering            | Duqueine M30 – D08  | 1:54,058       | 26             |
| LMGTE                                   | #60 Iron Lynx                 | Porsche 911 RSR-19  | 1:57,265       | 39             |

## Kwalifikacje
Pole position w każdej kategorii oznaczone jest pogrubieniem.
| Poz.   | Klasa       | Zespół                        | Kierowca              | Czas     | Strata  | Poz. s. |
| ------ | ----------- | ----------------------------- | --------------------- | -------- | ------- | ------- |
| 1      | LMP2        | #22 United Autosports USA     | Philip Hanson         | 1:46,822 | —       | 1       |
| 2      | LMP2        | #30 Duqueine Team             | Neel Jani             | 1:46,850 | +0,028  | 2       |
| 3      | LMP2        | #43 Inter Europol Competition | Olli Caldwell         | 1:46,901 | +0,079  | 3       |
| 4      | LMP2        | #47 COOL Racing               | José María López      | 1:47,262 | +0,440  | 4       |
| 5      | LMP2        | #28 IDEC Sport                | Paul-Loup Chatin      | 1:47,308 | +0,486  | 5       |
| 6      | LMP2        | #23 United Autosports USA     | Garnet Patterson      | 1:47,379 | +0,557  | 6       |
| 7      | LMP2        | #65 Panis Racing              | Tijmen van der Helm   | 1:47,852 | +1,030  | 7       |
| 8      | LMP2 Pro/Am | #34 Racing Team Turkey        | Salih Yoluç           | 1:49,361 | +2,539  | 8       |
| 9      | LMP2 Pro/Am | #99 Proton Competition        | Giorgio Roda          | 1:49,682 | +2,860  | 9       |
| 10     | LMP2 Pro/Am | #24 Nielsen Racing            | Rodrigo Sales         | 1:49,859 | +3,037  | 10      |
| 11     | LMP2 Pro/Am | #83 AF Corse                  | François Perrodo      | 1:49,898 | +3,076  | 11      |
| 12     | LMP2 Pro/Am | #19 Team Virage               | Alexander Mattschull  | 1:50,289 | +3,467  | 12      |
| 13     | LMP2 Pro/Am | #37 COOL Racing               | Alexandre Coigny      | 1:50,691 | +3,869  | 13      |
| 14     | LMP2 Pro/Am | #81 DragonSpeed USA           | Henrik Hedman         | 1:51,020 | +4,198  | 14      |
| 15     | LMP2 Pro/Am | #3 DKR Engineering            | Andreas Laskaratos    | 1:52,016 | +5,194  | 15      |
| 16     | LMP3        | #13 Inter Europol Competition | Wyatt Brichacek       | 1:52,269 | +5,447  | 16      |
| 17     | LMP3        | #31 Racing Spirit of Léman    | Antoine Doquin        | 1:52,590 | +5,768  | 17      |
| 18     | LMP3        | #8 Team Virage                | Manuel Espirito Santo | 1:52,616 | +5,794  | 18      |
| 19     | LMP2 Pro/Am | #20 Algarve Pro Racing        | Fred Poordad          | 1:52,632 | +5,810  | 19      |
| 20     | LMP3        | #11 Eurointernational         | Adam Ali              | 1:52,649 | +5,827  | 20      |
| 21     | LMP2 Pro/Am | #21 United Autosports USA     | Daniel Schneider      | 1:52,651 | +5,829  | 21      |
| 22     | LMP3        | #10 Eurointernational         | Glenn van Berlo       | 1:52,679 | +5,857  | 22      |
| 23     | LMP3        | #17 COOL Racing               | Marcos Siebert        | 1:52,773 | +5,951  | 23      |
| 24     | LMP3        | #15 RLR MSport                | Gael Julien           | 1:52,832 | +6,010  | 24      |
| 25     | LMP3        | #4 DKR Engineering            | Pedro Perino          | 1:52,833 | +6,011  | 25      |
| 26     | LMP3        | #12 WTM by Rinaldi Racing     | Oscar Tunjo           | 1:53,088 | +6,266  | 26      |
| 27     | LMP3        | #35 Ultimate                  | Matthieu Lahaye       | 1:53,340 | +6,518  | 27      |
| 28     | LMP3        | #7 Nielsen Racing             | Ryan Harper-Ellam     | 1:53,503 | +6,681  | 28      |
| 29     | LMP3        | #5 RLR MSport                 | Valdemar Eriksen      | 1:53,657 | +6,835  | 29      |
| 30     | LMGTE       | #66 JMW Motorsport            | Martin Berry          | 1:57,022 | +10,200 | 30      |
| 31     | LMGTE       | #50 Formula Racing            | Johnny Laursen        | 1:57,263 | +10,441 | 31      |
| 32     | LMGTE       | #16 Proton Competition        | Ryan Hardwick         | 1:57,375 | +10,553 | 32      |
| 33     | LMGTE       | #93 Proton Competition        | Michael Fassbender    | 1:57,574 | +10,752 | 33      |
| 34     | LMGTE       | #57 Kessel Racing             | Takeshi Kimura        | 1:57,598 | +10,776 | 34      |
| 35     | LMGTE       | #77 Proton Competition        | Christian Ried        | 1:57,674 | +10,852 | 35      |
| 36     | LMGTE       | #72 TF Sport                  | Arnold Robin          | 1:57,723 | +10,901 | 36      |
| 37     | LMGTE       | #55 Spirit of Race            | Duncan Cameron        | 1:57,850 | +11,028 | 37      |
| 38     | LMGTE       | #44 GMB Motorsport            | Jens Reno Møller      | 1:58,034 | +11,212 | 38      |
| 39     | LMGTE       | #60 Iron Lynx                 | Claudio Schiavoni     | 1:59,303 | +12,481 | 39      |
| 40     | LMGTE       | #51 AF Corse                  | Kriton Lentoudis      | 1:59,769 | +12,947 | 40      |
| 41     | LMGTE       | #95 TF Sport                  | John Hartshorne       | 1:59,969 | +13,147 | 41      |
| 42     | LMP2        | #25 Algarve Pro Racing        | —                     | —        | —       | 42      |
| Źródła |             |                               |                       |          |         |         |

## Wyścig

### Wyniki
Minimum do bycia sklasyfikowanym (70 procent dystansu pokonanego przez zwycięzców wyścigu) wyniosło 83 okrążenia. Zwycięzcy klas są oznaczeni pogrubieniem.
| Poz.              | Klasa       | Zespół                        | Kierowcy                                               | Samochód                 | Opony | Okr. | Czas/Strata  |
| ----------------- | ----------- | ----------------------------- | ------------------------------------------------------ | ------------------------ | ----- | ---- | ------------ |
| 1                 | LMP2        | #22 United Autosports USA     | Marino Sato Philip Hanson Oliver Jarvis                | Oreca 07                 | G     | 119  | 4:00:18,186  |
| 2                 | LMP2        | #28 IDEC Sport                | Paul Lafargue Paul-Loup Chatin Laurents Hörr           | Oreca 07                 | G     | 119  | +14,987      |
| 3                 | LMP2        | #25 Algarve Pro Racing        | Kyffin Simpson James Allen Alexander Lynn              | Oreca 07                 | G     | 119  | +25,257      |
| 4                 | LMP2        | #65 Panis Racing              | Manuel Maldonado Job van Uitert Tijmen van der Helm    | Oreca 07                 | G     | 119  | +37,383      |
| 5                 | LMP2 Pro/Am | #83 AF Corse                  | François Perrodo Matthieu Vaxivière Alessio Rovera     | Oreca 07                 | G     | 119  | +45,146      |
| 6                 | LMP2        | #47 COOL Racing               | Władisław Łomko Reshad de Gerus José María López       | Oreca 07                 | G     | 119  | +56,150      |
| 7                 | LMP2 Pro/Am | #24 Nielsen Racing            | Rodrigo Sales Ben Hanley Mathias Beche                 | Oreca 07                 | G     | 119  | +1:00,030    |
| 8                 | LMP2        | #30 Duqueine Team             | Nicolás Pino René Binder Neel Jani                     | Oreca 07                 | G     | 119  | +1:07,120    |
| 9                 | LMP2        | #23 United Autosports USA     | Garnet Patterson Guy Smith Paul di Resta               | Oreca 07                 | G     | 119  | +1:42,005    |
| 10                | LMP2 Pro/Am | #21 United Autosports USA     | Daniel Schneider Andrew Meyrick Filipe Albuquerque     | Oreca 07                 | G     | 119  | +1:48,516    |
| 11                | LMP2 Pro/Am | #20 Algarve Pro Racing        | Fred Poordad Tristan Vautier Bent Viscaal              | Oreca 07                 | G     | 118  | +1 okrążenie |
| 12                | LMP2 Pro/Am | #99 Proton Competition        | Giorgio Roda Jonas Ried Gianmaria Bruni                | Oreca 07                 | G     | 118  | +1 okrążenie |
| 13                | LMP2 Pro/Am | #19 Team Virage               | Alexander Mattschull Ian Rodríguez Tatiana Calderón    | Oreca 07                 | G     | 118  | +1 okrążenie |
| 14                | LMP2 Pro/Am | #81 DragonSpeed USA           | Henrik Hedman Sebastián Montoya Juan Pablo Montoya     | Oreca 07                 | G     | 118  | +1 okrążenie |
| 15                | LMP2 Pro/Am | #3 DKR Engineering            | Andreas Laskaratos Sebastián Álvarez Nathanaël Berthon | Oreca 07                 | G     | 118  | +1 okrążenie |
| 16                | LMP3        | #17 COOL Racing               | Adrien Chila Marcos Siebert Alejandro García           | Ligier JS P320           | M     | 114  | +5 okrążeń   |
| 17                | LMP3        | #12 WTM by Rinaldi Racing     | Torsten Kratz Leonard Weiss Oscar Tunjo                | Duqueine M30 – D08       | M     | 113  | +6 okrążeń   |
| 18                | LMP3        | #35 Ultimate                  | Eric Trouillet Matthieu Lahaye Jean-Baptiste Lahaye    | Ligier JS P320           | M     | 113  | +6 okrążeń   |
| 19                | LMGTE       | #57 Kessel Racing             | Takeshi Kimura Gregory Huffaker II Davide Rigon        | Ferrari 488 GTE Evo      | G     | 113  | +6 okrążeń   |
| 20                | LMGTE       | #16 Proton Competition        | Ryan Hardwick Zacharie Robichon Alessio Picariello     | Porsche 911 RSR-19       | G     | 113  | +6 okrążeń   |
| 21                | LMGTE       | #93 Proton Competition        | Michael Fassbender Martin Rump Richard Lietz           | Porsche 911 RSR-19       | G     | 113  | +6 okrążeń   |
| 22                | LMGTE       | #77 Proton Competition        | Christian Ried Giammarco Levorato Julien Andlauer      | Porsche 911 RSR-19       | G     | 113  | +6 okrążeń   |
| 23                | LMGTE       | #66 JMW Motorsport            | Martin Berry Lorcan Hanafin Jon Lancaster              | Ferrari 488 GTE Evo      | G     | 113  | +6 okrążeń   |
| 24                | LMGTE       | #55 Spirit of Race            | Duncan Cameron David Perel Matthew Griffin             | Ferrari 488 GTE Evo      | G     | 113  | +6 okrążeń   |
| 25                | LMP3        | #15 RLR MSport                | Horst Felbermayr Gael Julien Mateusz Kaprzyk           | Ligier JS P320           | M     | 113  | +6 okrążeń   |
| 26                | LMP2 Pro/Am | #34 Racing Team Turkey        | Salih Yoluç Charlie Eastwood Louis Delétraz            | Oreca 07                 | G     | 113  | +6 okrążeń   |
| 27                | LMP3        | #11 Eurointernational         | Matthew Richard Bell Adam Ali                          | Ligier JS P320           | M     | 112  | +7 okrążeń   |
| 28                | LMGTE       | #60 Iron Lynx                 | Claudio Schiavoni Matteo Cressoni Matteo Cairoli       | Porsche 911 RSR-19       | G     | 112  | +7 okrążeń   |
| 29                | LMGTE       | #44 GMB Motorsport            | Jens Reno Møller Gustav Birch Nicki Thiim              | Aston Martin Vantage AMR | G     | 112  | +7 okrążeń   |
| 30                | LMP3        | #7 Nielsen Racing             | Anthony Wells Ryan Harper-Ellam                        | Ligier JS P320           | M     | 112  | +7 okrążeń   |
| 31                | LMGTE       | #72 TF Sport                  | Arnold Robin Maxime Robin Valentin Hasse-Clot          | Aston Martin Vantage AMR | G     | 111  | +8 okrążeń   |
| 32                | LMGTE       | #51 AF Corse                  | Kriton Lentoudis Rui Águas Ulysse de Pauw              | Ferrari 488 GTE Evo      | G     | 111  | +8 okrążeń   |
| 33                | LMGTE       | #95 TF Sport                  | John Hartshorne Ben Tuck Jonathan Adam                 | Aston Martin Vantage AMR | G     | 111  | +8 okrążeń   |
| 34                | LMP3        | #5 RLR MSport                 | James Dayson Valdemar Eriksen Jack Manchester          | Ligier JS P320           | M     | 109  | +10 okrążeń  |
| 35                | LMP3        | #4 DKR Engineering            | Alexander Bukhantsov James Winslow Pedro Perino        | Duqueine M30 – D08       | M     | 108  | +11 okrążeń  |
| Niesklasyfikowani |             |                               |                                                        |                          |       |      |              |
|                   | LMP2 Pro/Am | #37 COOL Racing               | Alexandre Coigny Malthe Jakobsen Nicolas Lapierre      | Oreca 07                 | G     | 110  |              |
|                   | LMP3        | #13 Inter Europol Competition | Miguel Cristóvão Kai Askey Wyatt Brichacek             | Ligier JS P320           | M     | 88   |              |
|                   | LMP3        | #8 Team Virage                | Manuel Espirito Santo Nick Adcock Michael Jensen       | Ligier JS P320           | M     | 71   |              |
|                   | LMP3        | #31 Racing Spirit of Léman    | Jacques Wolff Jean-Ludovic Foubert Antoine Doquin      | Ligier JS P320           | M     | 69   |              |
|                   | LMP3        | #10 Eurointernational         | Matthias Lüthen Glenn van Berlo                        | Ligier JS P320           | M     | 67   |              |
|                   | LMP2        | #43 Inter Europol Competition | Rui Andrade Jonathan Aberdein Olli Caldwell            | Oreca 07                 | G     | 32   |              |
|                   | LMGTE       | #50 Formula Racing            | Johnny Laursen Conrad Laursen Nicklas Nielsen          | Ferrari 488 GTE Evo      | G     | 28   |              |

1. ↑  Załoga #30 Duqueine Team otrzymała karę doliczenia 20 sekund do czasu, w którym pokonała wyścig, za to, że podczas jednego z tankowań auto nie dotykało kołami ziemi[17].
2. ↑  Załoga #17 COOL Racing otrzymała karę czasową w wysokości 20 sekund, zamienioną na doliczenie 20 sekund do czasu, w którym załoga pokonała wyścig[14], za nie uziemienie auta podczas tankowania[15].
3. ↑  Załoga #34 Racing Team Turkey otrzymała karę doliczenia 2 minut do czasu, w którym pokonała wyścig, za użycie zewnętrznej baterii do ponowego uruchomienia silnika podczas postoju[16].

### Statystyki

#### Najszybsze okrążenie
| Klasa       | Kierowca        | Zespół                 | Czas     | Okr. |
| ----------- | --------------- | ---------------------- | -------- | ---- |
| LMP2        | Neel Jani       | #30 Duqueine Team      | 1:48,864 | 91   |
| LMP2 Pro/Am | Malthe Jakobsen | #37 COOL Racing        | 1:48,792 | 81   |
| LMP3        | Marcos Siebert  | #17 COOL Racing        | 1:55,233 | 88   |
| LMGTE       | Martin Rump     | #93 Proton Competition | 1:56,853 | 85   |
| Źródło      |                 |                        |          |      |